# Breda Ba.19

Squadriglia di Breda Ba.19 in volo rovescio su Gorizia

Il prototipo di Breda Ba.19

Il Breda Ba.19 era un monomotore biplano da addestramento ed acrobatico prodotto dall'azienda italiana Società Italiana Ernesto Breda dalla fine degli anni venti.
Grazie alle imprese dei piloti che lo utilizzarono in diverse gare e manifestazioni aeree divenne il più celebre aereo acrobatico di produzione italiana degli anni trenta.

## Storia del progetto
Il Ba.19 venne progettato dall'ingegnere Cesare Pallavicino, con la collaborazione dell'ingegnere Giuseppe Panzeri, alla fine degli anni venti per soddisfare la richiesta di un nuovo velivolo da addestramento che avesse anche capacità acrobatiche da poter fornire alle scuole di volo della neo fondata Regia Aeronautica.

## Tecnica
Il Ba.19 era un velivolo dall'aspetto e struttura convenzionale per l'epoca: monomotore biplano a costruzione mista con carrello fisso.

### Cellula
La fusoliera era realizzata in tecnica mista, con la struttura in tubi d'acciaio saldati, rivestita in pannelli di legno e tela, con castello motore smontabile, ed era caratterizzata da un unico abitacolo aperto per il pilota, dotato di un parabrezza. Le versioni Ba.19 bis e ter erano invece dotate di due abitacoli in tandem.
L'intera fusoliera era rapidamente scoperchiabile per consentire l'ispezione dei comandi ed eventuali regolazioni.
Posteriormente terminava in un impennaggio tradizionale monoderiva in legno con piani orizzontali con bordo d'attacco a freccia e controventati.
Il carrello d'atterraggio era costituito da due elementi indipendenti, con ammortizzatori a lunga corsa, e ruote gommate munite di freni. Posteriormente era presente un pattino d'appoggio, posizionato sotto la coda.

### Motore
La propulsione era affidata ad un motore radiale posizionato sul muso e parzialmente carenato. Nelle varie versioni prodotte la motorizzazione venne cambiata più volte con motori di produzione cecoslovacca, italiana e britannica, tutti però nella fascia tra i 200 ed i 250 CV ed abbinati ad un'elica in legno a passo fisso.

### Superfici alari
La configurazione alare era biplano-sesquiplana realizzata anch'essa in tecnica mista, con profilo biconvesso e travatura di tipo elastico.
La cellula resisté a prove di carico di 11 tonnellate, distribuite uniformemente sulla superficie, senza apprezzabili danni.
L'ala inferiore, montata bassa, era spostata verso la parte posteriore del velivolo ed era dotata, al contrario della superiore, di alettoni in legno; quest'ultima presentava una svasatura centrale per facilitare l'accesso del pilota ed era collegata alla prima tramite un doppio montante in prossimità delle estremità alari, integrate da una serie di tiranti in filo d'acciaio, ed alla parte superiore della fusoliera tramite un'intelaiatura tubolare.
Tutte le superfici di comando erano dotate di compensazione.

## Impiego operativo
Fu fatto volare la prima volta dal pilota collaudatore della Breda Ambrogio Colombo a Cinisello Balsamo nel 1928. Conclusi i collaudi militari nel luglio 1930 fu assegnato ad alcune squadriglie di addestramento caccia all'Aeroporto di Aviano, Castiglione del Lago, Aeroporto di Taranto-Grottaglie e Aeroporto di Capua, alla Squadriglia di Alta Acrobazia Aerea dell'Aeroporto di Bresso e al 1º Stormo (agli inizi di quella che diventerà la Pattuglia acrobatica nazionale).
Nel 1932 nove Breda Ba.19 parteciparono alla seconda edizione della Giornata dell'Ala. Lo stesso anno i Ba.19 si esibirono a Torino e all'Internationalen Flugmeeting di Zurigo. Tra il 27 agosto ed il 5 settembre il tenente Andrea Zotti partecipò alle prove dell'edizione del 1932 delle National Air Races che si svolsero con base all'aeroporto di Cleveland.
Un Ba.19, immatricolato I-ABCR, conquistò il 12 gennaio 1933 il primato mondiale di durata in volo rovesciato pilotato dal tenente Raffaele Colacicchi, portandolo a 41 minuti e 37 secondi. Il record venne poi infranto, sempre su un Ba.19, dal capitano Willy Bocola che, il 15 maggio di quello stesso anno, volò rovesciato per 65 minuti e 15 secondi.
Dopo la conquista del record mondiale di volo rovesciato del 12 gennaio 1933 il Ba.19 continuò l'impiego come addestratore acrobatico fino a dopo il 1938.

## Versioni
Ba.19 prototipo
prototipo, dotato di motore Armstrong Siddeley Lynx da 200 hp.
Ba.19
versione di serie monoposto, dotata di motore Walter Castor da 240 CV (177 kW) e successivamente dall'Alfa Romeo Lynx da 215 CV (158 kW), prodotta in 23 esemplari.
Ba.19 bis
versione migliorata monoposto e biposto dotata di motore Alfa Romeo Lynx da 215 CV (158 kW), prodotta in 18 esemplari.
Ba.19 ter
versione biposto dotata di motore Armstrong Siddeley Cheetah IIA da 260 CV (191 kW), prodotta in un solo esemplare.

## Utilizzatori
Italia
- Regia Aeronautica
  - Squadriglia di Alta Acrobazia Aerea

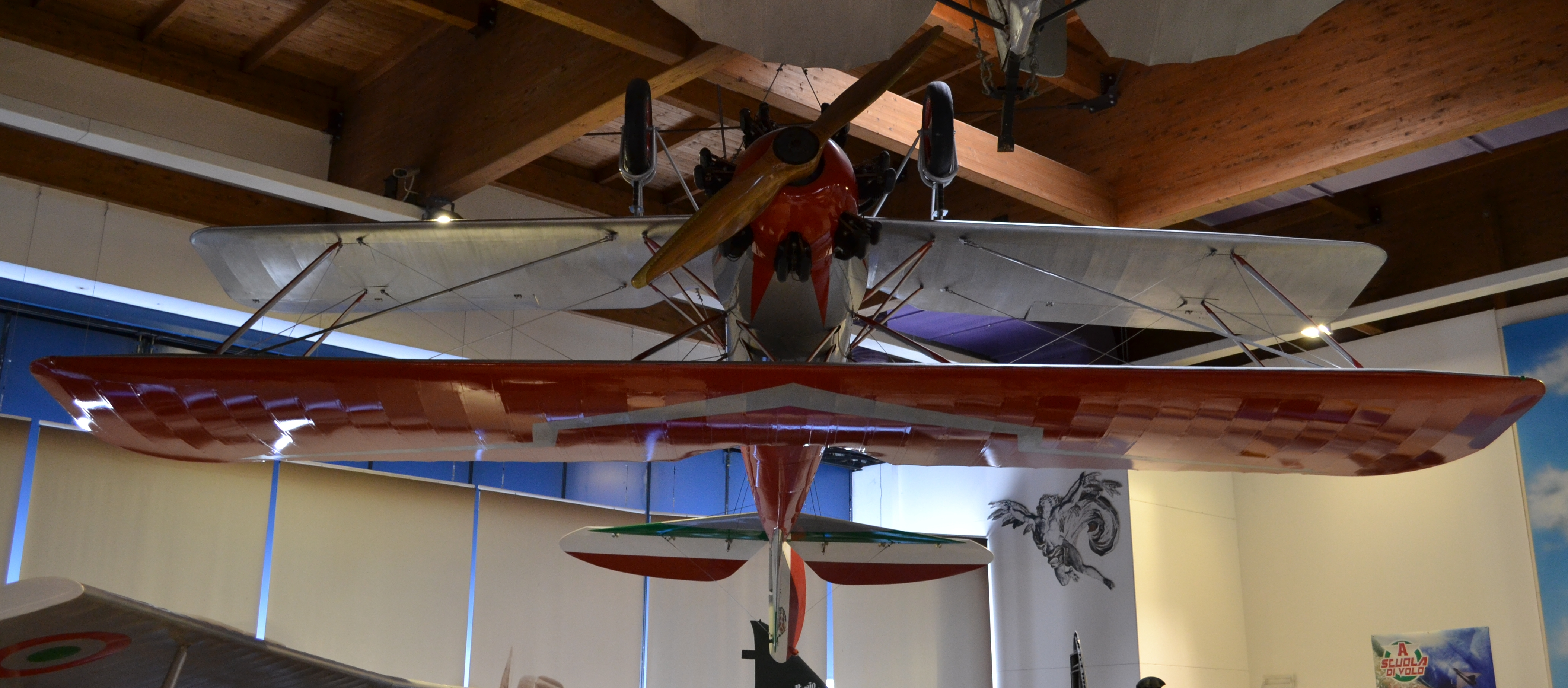
Il Ba.19 del museo dell'aeronautica Gianni Caproni di Trento.

## Esemplari attualmente esistenti
L'unico Ba.19 giunto ai nostri giorni è l'esemplare matricola MM.70019 esposto presso il Museo dell'Aeronautica Gianni Caproni in un'insolita collocazione. Per ricordare le imprese in volo rovesciato l'esemplare è dipinto nella livrea usata da Andrea Zotti, I-ABCT, che lo utilizzò nelle sue esibizioni nei cieli degli Stati Uniti d'America alle National Air Races del 1932, e collocato, appeso al soffitto della struttura ma rovesciato.